# Burdurlu Dervish Mehmed Pascià
Burdurlu Dervish Mehmed Pascià (Provincia di Burdur, 1765 – Yanbuʿ, 1837) è stato un politico ottomano.
Era il figlio di Rüstem Ağa, di Nauplia, in Morea. Fu nominato mühürdar (Guardasigilli) del Visir Moralı Salbaş Ahmed Pascià e grazie al suo appoggio fu nominato prima Mirmiran e successivamente Sanjak-bey. Continuò la sua carriera come muhassıl (esattore delle tasse) del Sangiaccato di Hamid e Mutasarrif con il grado di visir o Pascià delle provincie di Bursa, Eskişehir e Kocaeli (1817). 
Su consiglio del potente Halet Efendi, che voleva un governo debole, fu nominato Gran Visir (6 febbraio 1818); infatti Dervish Mehmed Pascià non riuscì a imporre la sua autorità e la sicurezza a Istanbul gli sfuggì di mano. Nonostante il sostegno di Halet, fu infine deposto dal sultano il 5 gennaio 1820 e mandato in esilio a Gallipoli. Il 16 gennaio 1821 fu nominato governatore di Damasco con giurisdizione sul Sangiaccato di Nablus e l'incarico di Amir al-hajj (responsabile dei pellegrini); in quest'ultima posizione affrontò il wali di Sidone Abd Allah Pascià, che aveva assediato Acri seguendo gli ordini dalla Porta. Quando Abd Allah fu finalmente perdonato, Dervish Mehmed Pascià fu trasferito come governatore dell'Eyalet di Anatolia; la condotta tirannica di suo genero Hamid Bey, provocò la rivolta di Kütahya e il licenziamento di Dervish, che perse il grado di visir e conseguente confisca delle sue proprietà; fu mandato in esilio ad Afyonkarahisar e successivamente a Bursa. Nel giugno 1837 fu nominato Sharif della Mecca ma morì nel dicembre dello stesso anno prima di assumere il governo, quando si trovava a Yanbuʿ.